# Efesios 2

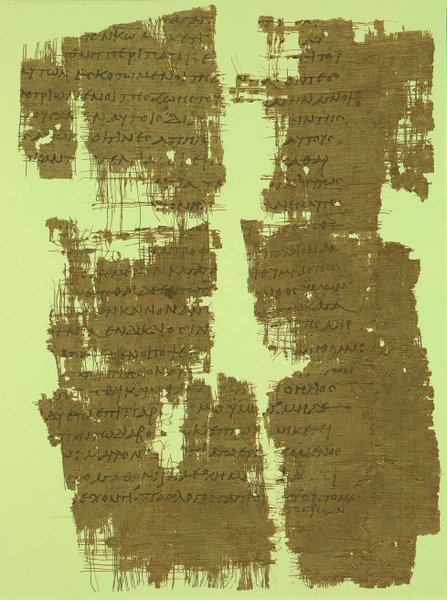
Fragmento de Efesios 4:16-29 en el lado anverso del Papiro 49 del siglo III.

Efesios 2 es el segundo capítulo de la Epístola a los Efesios del Nuevo Testamento de la Biblia cristiana. Tradicionalmente, se creyó que fue escrita por Apóstol Pablo mientras estaba en prisión en Roma (hacia el año 62 d. C.), pero más recientemente se ha sugerido que fue escrita entre los años 80 y 100 d. C. por otro escritor que utilizó el nombre y el estilo de Pablo.
La Biblia de Ginebra de 1599 resume el contenido de este capítulo:
Para exponer mejor la gracia de Cristo, él (Pablo) utiliza una comparación, haciéndoles recordar, que eran totalmente náufragos y aliancistas, que son salvados por la gracia, y acercados, por la reconciliación a través de Cristo, publicada por el Evangelio. 
Este capítulo contiene el conocido Versículo Porque por gracia sois salvos por medio de la fe; y esto no de vosotros, pues es don de Dios.

## Consideraciones generales
El núcleo de la carta se organiza en cinco secciones con una estructura concéntrica, centrada en un tema crucial: la misión de San Pablo. El Apóstol ha sido llamado a proclamar el misterio de la salvación, cuyo objetivo es unir en un solo pueblo tanto a judíos como a gentiles. Ese pueblo forma un Cuerpo cuya Cabeza es Cristo. La sección central aborda esta misión, mientras que a su alrededor se discuten temas relacionados con la unidad de la Iglesia. Tanto al inicio como al final, se dirige la atención a los gentiles, quienes han sido incorporados a Cristo. Se les invita a reconocer el don gratuito que han recibido y a vivir de acuerdo con las exigencias de su pertenencia a Cristo y a la Iglesia.

## Recuerdo de la gracia de Dios (2:1-10)
Según el teólogo James Dunn, esta sección contiene «una de las afirmaciones más contundentes de la Biblia» sobre la condición humana cuando está separada de la gracia de Dios y la obra de la gracia de Dios para la salvación.

### Versículo 1
Y os dio vida a vosotros, que estabais muertos en delitos y pecados 
«Y a vosotros os dio vida...» en la Versión King James. El verbo falta en el texto, suministrado por inferencia del versículo 5 («[él] nos dio vida»). Algunas traducciones declinan añadir una forma de palabras sobre la humanidad que ha sido vivificada: la Nueva Versión Estándar Revisada, por ejemplo, dice:
Estabais muertos a causa de los delitos y pecados en que antes vivíais 

### Versículo 2
... en otro tiempo anduvisteis según la corriente de este mundo, conforme al príncipe de la potestad del aire, el espíritu que ahora opera en los hijos de desobediencia.
La metáfora, «el príncipe del poder del aire» o «el gobernante del poder del aire», es no se usa en ninguna otra parte en el Nuevo Testamento.
- «¿Príncipe del poder del aire?» en Marcos 4: Los pájaros vuelan sobre el aire. Tienen control sobre el aire. La Biblia dice que Satanás se asemeja a eso. Por lo tanto, la atmósfera es el dominio y el territorio de Satanás.[10][11]

Marcos 2:2: Y aconteció que mientras sembraba, parte cayó junto al camino, y vinieron las aves del cielo y la devoraron.

### Versículo 3
...entre los cuales también todos nosotros nos conducíamos en otro tiempo según los deseos de nuestra carne, satisfaciendo los deseos de la carne y de la mente, y éramos por naturaleza hijos de ira, lo mismo que los demás..
El Versículo describe que antes de ser salvos, los conversos eran tan malos como los que estaban fuera de la fe - que cedían a sus pensamientos e impulsos más bajos. 
Hay debate sobre la frase «hijos de ira». Algunos indican que se refiere al Pecado Original, en el que Dios se enfadó con Adán y Eva por desobedecerle. Otros creen que se refiere a los descendientes de Caín, que mató a Abel en su ira y trajo el asesinato al mundo.

### Comentario a los versículos 1-7
En algunas interpretaciones sostenidas por los destinatarios de la carta, se creía que el simple "conocimiento" de los misterios divinos podría otorgar la salvación por sí solo. Sin embargo, se aclara que la conversión cristiana y el cambio de vida no son esfuerzos humanos para alcanzar la salvación, sino una respuesta al amor de Dios, quien nos otorga gratuitamente una nueva vida. A pesar del estado pecaminoso tanto de judíos como de gentiles, Dios ha intervenido con su misericordia, dándonos vida en Cristo. La salvación es una iniciativa divina, no humana, motivada por la abundante misericordia de Dios, quien nos ama como a su creación. Además, se menciona al "príncipe del poder del aire", un ser espiritual que, según las creencias de la época, habitaba entre el cielo y la tierra y ejercía influencia negativa sobre el mundo. Cristo, por medio de su cruz, ha vencido a estos poderes y nos ha liberado de su dominio.

### Versículo 8
Porque por gracia sois salvos por medio de la fe, y esto no de vosotros, pues es don de Dios, 
- «Don de Dios»: enfatizando que la salvación es completa y únicamente un 'don'.[16]

### Versículo 9
...no por obras, para que nadie se gloríe. 
- «Obras» aquí significa 'cualquier producto del esfuerzo humano'.[16]

### Versículo 10
Porque somos hechura suya, creados en Cristo Jesús para buenas obras, las cuales Dios preparó de antemano para que anduviésemos en ellas. 
- «Su hechura»: No sólo como seres humanos, sino también como cristianos, nuevas criaturas; pertenece a las personas descritas en Efesios 2:1-3 e incluye tanto a judíos como a gentiles.[19]

- «Creados en Cristo Jesús para buenas obras»: la gracia de Dios es un acto de creación, es decir, una infusión de nuevas criaturas, que son creadas en Cristo. Una persona que se ha convertido en una nueva criatura, está visiblemente en Cristo, dispuesta a realizar buenas obras.[19]

- «Dios preparó de antemano» (RV: «Dios ha ordenado de antemano») o ha «preparado de antemano»: la preparación de las buenas obras para ser realizadas por los creyentes, y la preparación de los creyentes para realizar las obras, ambas provienen del Señor. Dios ha dispuesto que su pueblo realice buenas obras, pero la intención no es que se salven por ellas, sino que anden en ellas; y siendo esto la preordenación de Dios, pues demuestra que la predestinación no es según las buenas obras, ya que las buenas obras son los efectos de la misma.[19]

### Comentario a los versículos 2-10
El texto central de la carta se organiza en cinco partes que giran en torno a la misión de San Pablo. Su tarea principal es anunciar el plan salvador de Dios, que busca unir a todos los hombres, tanto judíos como gentiles, en un solo pueblo. Este pueblo forma un Cuerpo con Cristo como Cabeza. La sección central (3,1-21) trata específicamente este tema, y las secciones circundantes abordan la unidad de la Iglesia (2,11-22 y 4,1-16). Al inicio y al final, se enfoca en los gentiles, destacando el don que han recibido y las implicaciones prácticas de su integración en Cristo y la Iglesia (4,17-6,20).

### Comentario a los versículos 8-10
En la Carta a los Romanos, Pablo había enseñado, frente a los judíos que buscaban la salvación en las obras prescritas por la Ley de Moisés, que la justificación es un don gratuito de Dios. Ahora, en un contexto distinto, ante cristianos procedentes de un mundo helénico, donde se extendían grupos que buscaban la salvación mediante una iniciación al conocimiento de los misterios, la Carta a los Efesios proclama de nuevo que la salvación no procede del hombre, sino que es un don que Dios otorga gratuitamente mediante la fe en Jesucristo. Se afirma con fuerza la gratuidad de la salvación «para evitar que a escondidas se cuele este pensamiento —dice San Jerónimo—:

Si no nos salvan nuestras propias obras, lo cierto es que al menos nuestra fe nos salva, por lo que también nos salva un medio nuestro”. Por eso añadió y dijo que tampoco la fe proviene de nuestra voluntad, sino que es un don de Dios; no porque se le quite al hombre el libre albedrío (…), sino porque indudablemente el mismo libre albedrío tiene a Dios por autor, y todo debe atribuirse a un favor suyo, incluso cuando Él mismo nos permite querer el bien

## La nueva humanidad (2:11-22)
Este es otro repaso de la transición de los creyentes de la vida pasada a la «nueva humanidad» (versículo 15), desde la perspectiva de la obra salvadora de Dios por medio de Israel que ahora está abierta a todos por medio de Cristo.

### Versículos 11-12
11 Por lo tanto, recordad que vosotros, una vez gentiles en la carne -que son llamados incircuncisión por lo que se llama circuncisión hecha en la carne por las manos- 12 que en ese momento estaban sin Cristo, siendo extranjeros de la comunidad de Israel y extraños de los pactos de la promesa, sin esperanza y sin Dios en el mundo.

### Versículo 13
Pero ahora en Cristo Jesús, vosotros que antes estabais lejos, habéis sido acercados por la sangre de Cristo. 
La imagen de los gentiles como «alejados» y «acercados» también se utiliza en los Hechos de los Apóstoles, donde Pedro habla a la multitud de Pentecostés en Jerusalén diciendo:
La promesa es para vosotros (judíos) y para vuestros hijos, y para todos los que están lejos.
La Cambridge Bible for Schools and Colleges señala que «cerca» y «lejos» eran también términos rabínicos familiares en el sentido de tener o no parte en la alianza. «Johann Jakob Wettstein sobre este Versículo cita, «inter alia», lo siguiente del Talmud:
«Una mujer vino a Rabí Eliezer, para ser hecha prosélita; diciéndole: “Rabí, hazme cercana”. Él la rechazó, y ella se dirigió a Rabí Josué, que la recibió. Los eruditos de Rabí Josué dijeron entonces: '¿Rabí Eliezer la puso lejos, y tú la haces cercana?'

### Versículos 14-16
14Porque Él mismo es nuestra paz, que de ambos hizo uno, y derribó la pared intermedia de separación, 15habiendo abolido en su carne la enemistad, es decir, la ley de los mandamientos contenidos en ordenanzas, para crear en sí mismo un nuevo hombre de los dos, haciendo así la paz, 16y para reconciliarlos a ambos con Dios en un solo cuerpo por medio de la cruz, dando así muerte a la enemistad.  
- «[Ha] creado en sí mismo un hombre nuevo a partir de los dos»: El teólogo luterano George Stoeckhardt sostiene que «la Iglesia cristiana es “”de facto“” el único hombre nuevo formado a partir de judíos y gentiles en el que no hay ni judío ni griego».[27]

### Versículos 19-22
19 Así que ya no sois extranjeros ni advenedizos, sino conciudadanos de los santos y miembros de la familia de Dios, 20 edificados sobre el fundamento de los apóstoles y profetas, siendo la principal piedra del ángulo Jesucristo mismo, 21 en quien todo el edificio, bien coordinado, va creciendo para ser un templo santo en el Señor, 22 en quien vosotros también sois juntamente edificados para morada de Dios por el Espíritu. 
- «Piedra angular» (griego: ἀκρογωνιαῖος, akrogōniaiou;[29] cf. en hebreo: אֶבֶן פִּנַּ֤ת‎, 'ā-ḇen pinaṯ[30] en Isaías 28:16) también se aplica a Jesucristo en 1 Pedro 2:6 (cf. Romanos 9:33).[31]

### Comentario  a los versículos 11-22
El apóstol advierte a los cristianos gentiles a no confiar en su propia autosuficiencia al reflexionar sobre el misterio de Cristo. La obra redentora de Jesús en la cruz ha logrado la paz y el acercamiento entre judíos y gentiles, así como la reconciliación de ambos con Dios. Por medio de Cristo, los gentiles han sido incorporados al mismo pueblo que los judíos, participando de la herencia prometida a Israel. Juntos, están llamados a formar parte de la Iglesia, la familia de Dios, que se construye sobre los Apóstoles y los Profetas, con Cristo como base sólida.

La mirada fija en el misterio del Gólgota debe hacernos recordar siempre —dice Juan Pablo II— aquella dimensión “vertical” de la división y de la reconciliación en lo que respecta a la relación hombre-Dios, que para la mirada de la fe prevalece siempre sobre la dimensión “horizontal”, esto es, sobre la realidad de la división y sobre la necesidad de la reconciliación entre los hombres. Nosotros sabemos, en efecto, que tal reconciliación entre ellos no es y no puede ser sino el fruto del acto redentor de Cristo, muerto y resucitado para derrotar el reino del pecado, restablecer la alianza con Dios y de este modo derribar el muro de separación que el pecado había levantado entre los hombres.

La nueva realidad que emerge de la redención es la Iglesia, representada como un templo santo, construido sobre el fundamento de los Apóstoles y Profetas, con Cristo como el soporte principal.